# マミジロハエトリ
マミジロハエトリ Evarcha albaria はハエトリグモ科のクモの1種。雄の頭部の前端に白い毛が密生しているのが目立つ。

## 特徴

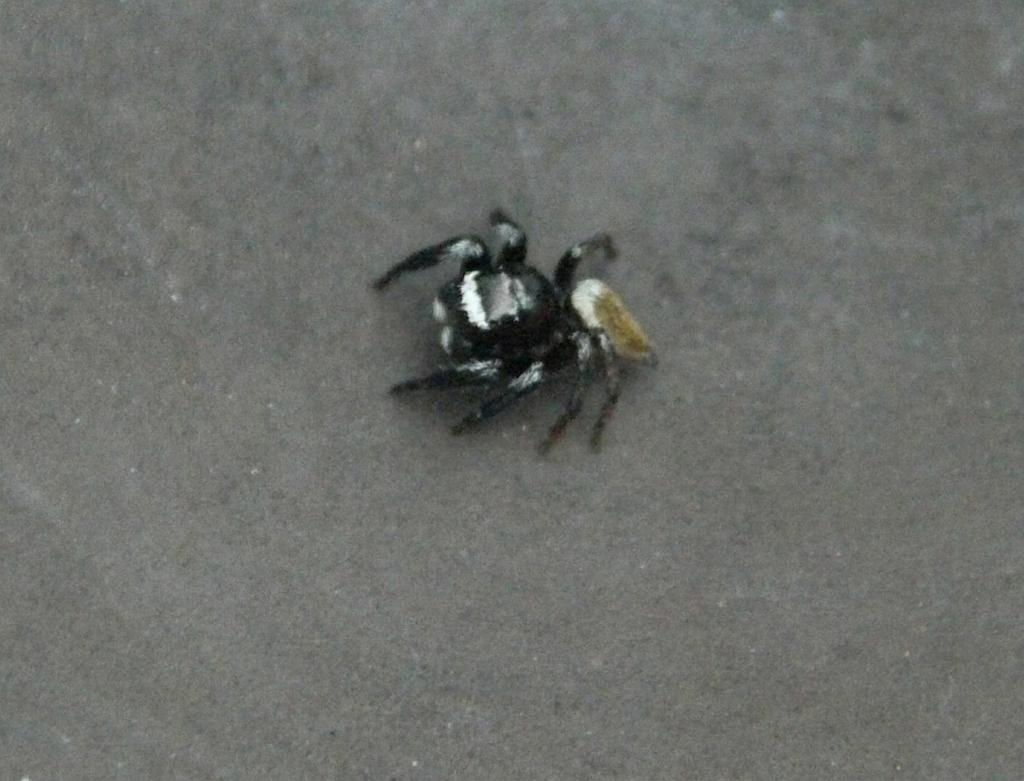
雄

体長が雌で7-8mm、雄で6-7mmのハエトリグモ。雌雄での性的二形は比較的はっきりしている。雌では背甲の頭部は黒く、後方に首輪のような淡褐色の部分があり、後方の胸部は黒褐色となっている。歩脚は褐色で腿節は色が濃い。腹部は地色が淡黄色で、そこに黒灰色の細かな縦筋模様があり、それらは半ばで途切れるために全体としては灰色の地に数個の横縞模様があるように見える。また腹部後方ではその模様は矢筈状となる。なお、体色には変異も見られる。
雄では背甲は黒褐色で光沢があり、頭部の前端沿いに白い毛が密生している。触肢は黒く、先端の節に白い毛が密生している。胸板は黒褐色。歩脚は黒褐色だが第3、第4脚では勁節から先が黄褐色となっている。腹部は毛が密生しているので全体的に褐色に見える。
和名の由来についての出典は見つかっていないが、前眼列の上に白い毛が密生しており、特に雄でそれが目立つことから、これを眉毛に見立てての命名と思われる。

## 生態など
生息環境は平地から山地の森林から草原まで広く、市街地の緑地でも見ることが出来る。樹木や草の上を徘徊している。年1化性で成虫の出現時期は5-8月。雌は複数回産卵し、1個の卵嚢には20-30個ほど。
主に小型の昆虫を捕食するが、オオヅアカアリの運ぶ卵、幼虫、蛹を奪い取って食べた例やシロブチサラグモの網に侵入して網主を捕食した例が観察されている。

## 分布
日本では北海道から九州までに分布し、国外では韓国、中国からロシア極東地域にまで分布する。
平地から山地まで広く生息し、植物の上で普通に見られる。市街地の緑地でも見られる。

## 類似種
マミジロハエトリグモ属にはアフリカからユーラシアの南部地域にかけて70種ほどが知られ、日本のハエトリグモの代表的な群である。現在はこの属に本種の他に以下の5種が知られている。
- Evarcha マミジロハエトリグモ属
  - E. arcuata　シッチハエトリ
  - E. fasciata　マミクロハエトリ
  - E. flaocinata　フィッシャーハエトリ
  - E. proszynskii　ホオジロハエトリ
  - E. selenaria　ミカヅキハエトリ

このうちでミカヅキハエトリは先島諸島の固有種で、本種とは分布が重ならない。シッチハエトリとホオジロハエトリは北海道および本州の寒冷地に見られる。それ以外の種は本種と分布が大きく重なっている。いずれも似たものではあるが、斑紋である程度の判別はできる。他に似た種として須黒(2017)はネコハエトリ Carrhotus xanthogramma をあげている。